# José Cabanis
José Cabanis, (24 de marzo de 1922 - 6 de octubre de 2000) fue un novelista, ensayista y magistrado francés nacido en Toulouse y fallecido en Balma. Fue mantenedor de los Academia de los Juegos Florales (Toulouse, Francia) en 1965 y electo en 1990 miembro de la Academia Francesa para el asiento número 20.

## Datos biográficos
Fue expulsado por los jesuitas cuando estudiaba filosofía con ellos. Estudió después en el Liceo de Toulouse teniendo como profesores a Georges Canguilhem y Vladimir Jankélévitch. Se licenció en derecho y en filosofía. En 1943 parte para Alemania para desempeñar su servicio de trabajo obligatorio en una fábrica de armas, en donde permanece hasta 1945.
Al regresar a Francia continuó con sus estudios y redacta una tesis sobre la organización del estado según la República de Platón. Ejerció durante un tiempo como abogado pero poco después se dedicó por completo a la literatura. Ingresó a la Academia Francesa el 21 de junio de 1990, ocupando el asiento número 20.

## Obra
- La Pitié (Schopenhauer, Nietzsche, Max Scheler, Dostoïevski) (Gallimard, 1948)
- L’Organisation de l’État d’après La République de Platon et La Politique d’Aristote (Gallimard, 1948)
- L’Âge ingrat (Gallimard, 1952)
- L’Auberge fameuse (Gallimard, 1953)
- Juliette Bonviolle (Gallimard, 1954)
- Le Fils (Gallimard, 1956)
- Les Mariages de raison (Gallimard, 1957)
- Jouhandeau (Gallimard, 1959)
- Le Bonheur du jour, (Gallimard, 1960), Premio de los Críticos
- Les Cartes du Temps, (Gallimard, 1964), Premio de los Libreros
- Plaisir et lectures. I. (Gallimard, 1964)
- Les Jeux de la nuit (Gallimard, 1964)
- Proust et l’écrivain (Hachette, 1965)
- La Bataille de Toulouse (Premio Renaudot) (Gallimard, 1966)
- Plaisir et lectures. II. (Gallimard, 1968)
- Une vie, Rimbaud (Hachette, 1968)
- Des Jardins en Espagne (Gallimard)
- Le Sacre de Napoléon (Gallimard)
- Préface du Tome I des œuvres de Julien Green (Bibliothèque de la Pléiade, 1972)
- Charles X, roi ultra (Premio de los Embajadores) (Gallimard, 1974)
- Saint-Simon l’admirable (Gran Premio de la crítica) (Gallimard, 1974)
- Saint-Simon ambassadeur (Gallimard, 1974)
- Les Profondes Années (:fr:Grand Prix de Littérature de l’Académie française|Gran Premio de Literatura de la Academia Francesa) (Gallimard, 1976)
- Michelet, le prêtre et la femme (Gallimard, 1978)
- Petit entracte à la guerre (Gallimard, 1980)
- Lacordaire et quelques autres (Gallimard, 1982)
- Préface aux Conférences de Lacordaire à Toulouse (Éd. d'Aujourd'hui)
- Le Musée espagnol de Louis-Philippe. Goya (Gallimard, 1986)
- Préface aux Affaires de Rome, de Lamennais (La Manufacture, 1986)
- L’Escaladieu (Gallimard, 1987)
- Pages de journal (Éd. Sables, 1987)
- Pour Sainte-Beuve (Gallimard)
- Chateaubriand, qui êtes-vous ? (La Manufacture, 1988)
- Préface de La Correspondance Lacordaire-Montalembert (Le Cerf, 1989)
- L’Âge ingrat, réédition de l’ensemble du cycle (Gallimard, 1989)
- Préface du Tome VI des Œuvres de Julien Green (Bibliothèque de la Pléiade, 1990)
- Le Crime de Torcy, suivi de Fausses nouvelles (Gallimard, 1990)
- En marge d’un Mauriac (Éd. Sables, 1991)
- Mauriac, le roman et Dieu (Gallimard, 1991)
- Préface à un choix de pages du Temps immobile, de Claude Mauriac (Grasset, 1993)
- Préface à Dits et inédits, de Bussy-Rabutin (Éd. de l’Armançon, 1993)
- Dieu et la NRF, 1909-1949 (Gallimard, 1994)
- Le Diable à la NRF, 1911-1951 (Gallimard, 1996)
- Autour de Dieu et le Diable à la NRF (Éd. Sables, 1996)
- Magnificat (Éd. Sables, 1997)
- Jardins d’écrivains (en colaboración con Georges Herscher) (Actes-Sud, 1998)
- Julien Green et ses contemporains, le cas Mauriac (en colaboración con Julien Green) (Klincksieck, 1998)
- Le Sacre de Napoléon (Le Grand livre du mois, 1998)
- Entretien (Éd. Cristel, 1998)
- Lettres de la Forêt-Noire, 1943-1998 (Gallimard, 2000)

## Reconocimientos
Hay una mediateca que lleva su nombre en Toulouse.